# Krayenhoffkazerne
De Krayenhoffkazerne is een voormalige kazerne in het oosten van de Nederlandse stad Nijmegen. De kazerne werd in 1905 geopend en ligt met de gelijkende Snijderskazerne aan de Groesbeekseweg en Gelderselaan. 

## Achtergrond
Jan Pieter Koolemans Beijnen ijverde voor de bouw van de twee kazernes. Beide kazernes zijn in Hollandse neorenaissancestijl  met art-nouveau-elementen gebouwd naar een ontwerp van Arie Vogelenzang op basis van specificaties van Willem Dudok. De bouw werd in 1904 en 1905 uitgevoerd door de Nijmeegse aannemers Thunissen en Kropman. De kazerne werd geopend als Eerste Infanterie Kazerne en kreeg in 1934 haar huidige naam, een vernoeming naar Cornelis Rudolphus Theodorus Krayenhoff. 
In 1951 werd het complex, samen met de nabijgelegen Prins Hendrikkazerne en Snijderskazerne, in gebruik genomen door de Luchtmacht Instructie en Militaire Opleidingen School (LIMOS) en vanaf 2002 is het complex een woongebied geworden. Eromheen staat nog het originele hekwerk dat samen met de twee kazernes een rijksmonument is.
De benaming Magazijn voor Kleeding en Nachtleger slaat op de opslag van kleding en de stroozakken waar de militairen op sliepen. Het woord 'leger' in 'Nachtleger' heeft dan ook dezelfde betekenis als in het woord 'Hazenleger'.

## Afbeeldingen

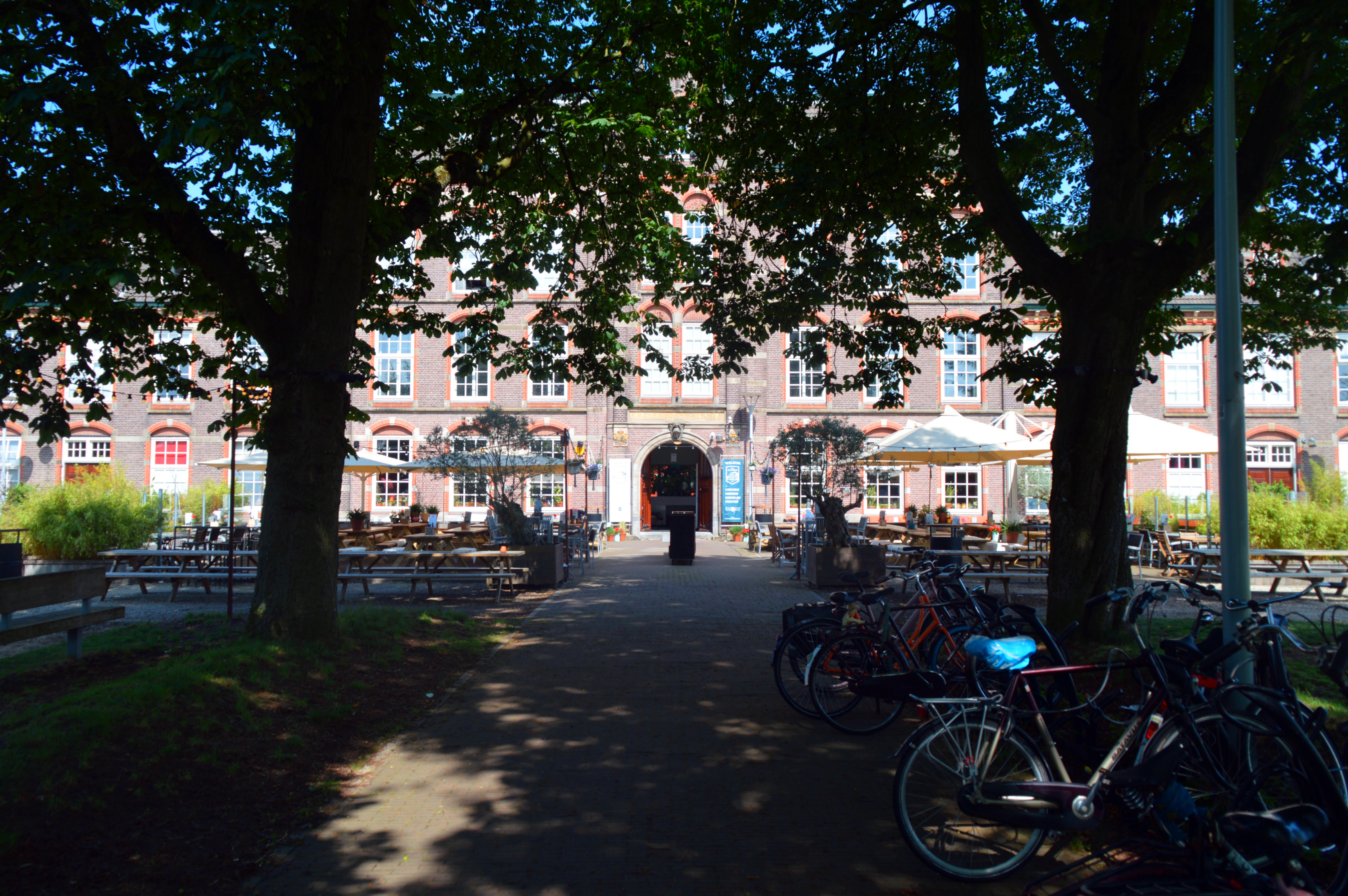
Krayenhoffkazerne
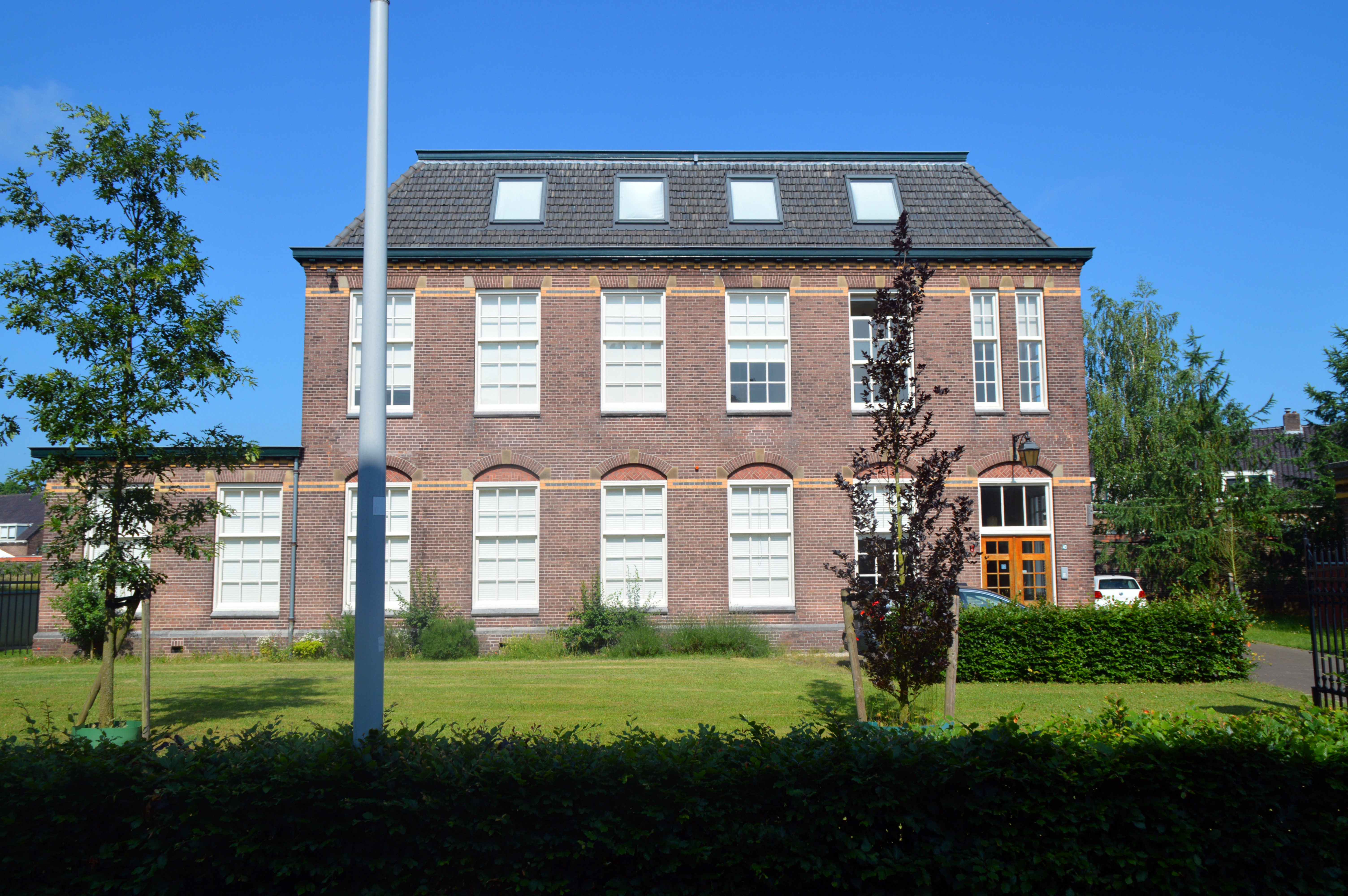
Omstreeks 1914 gebouwd voormalig kantinegebouw voor onderofficieren
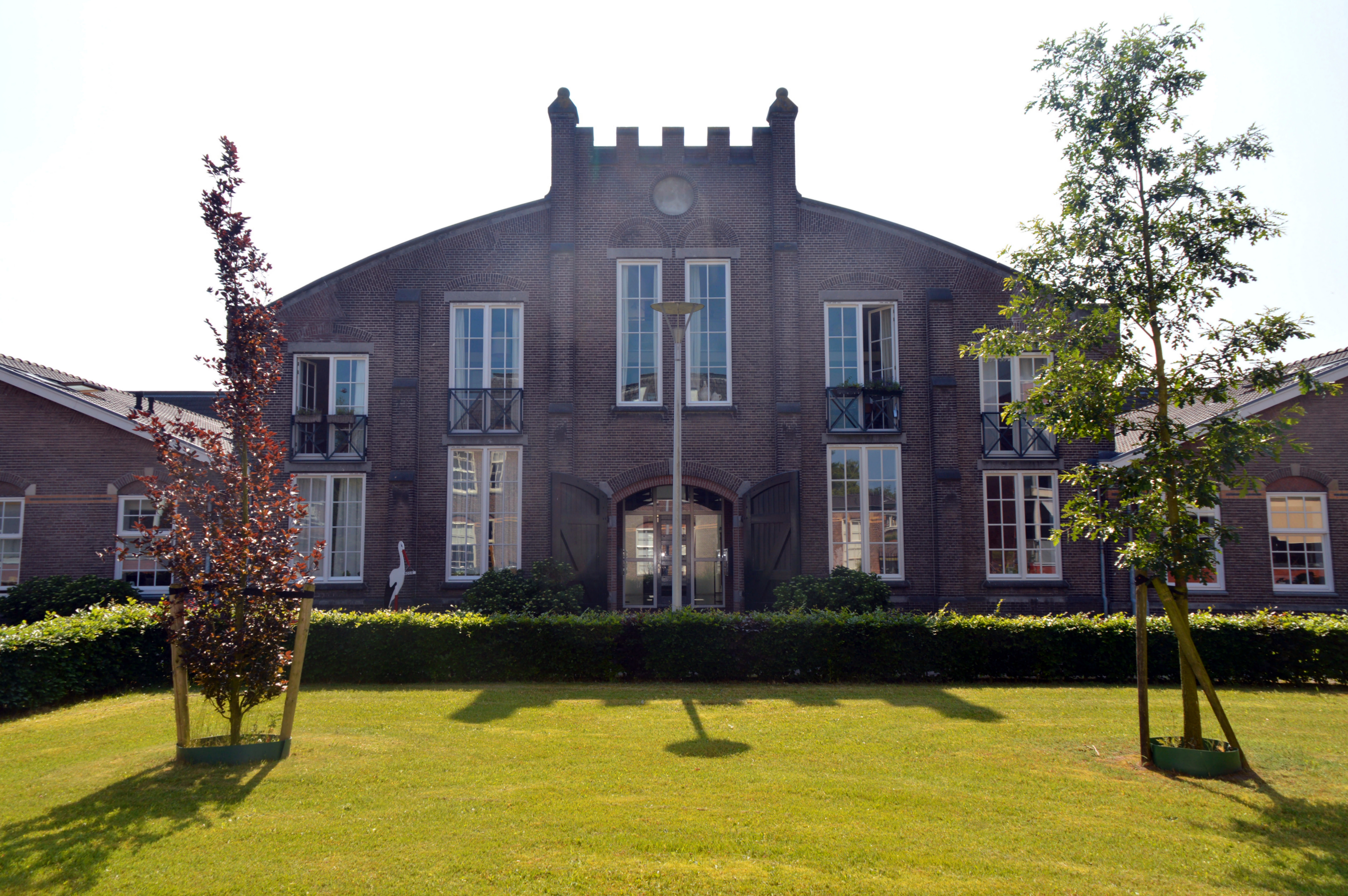
Molenveldlaan Krayenhoffkazerne achterkant
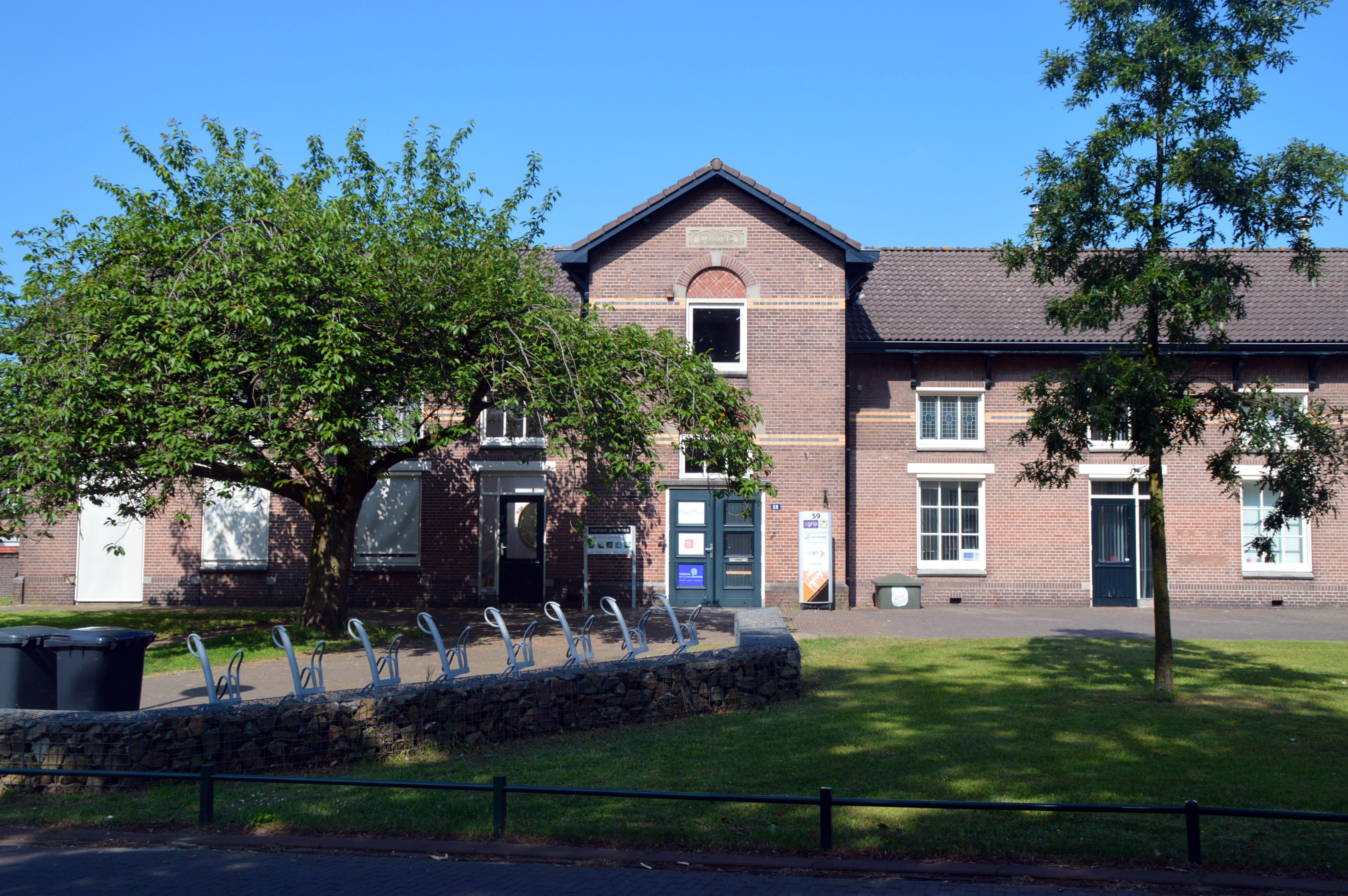
Kantine
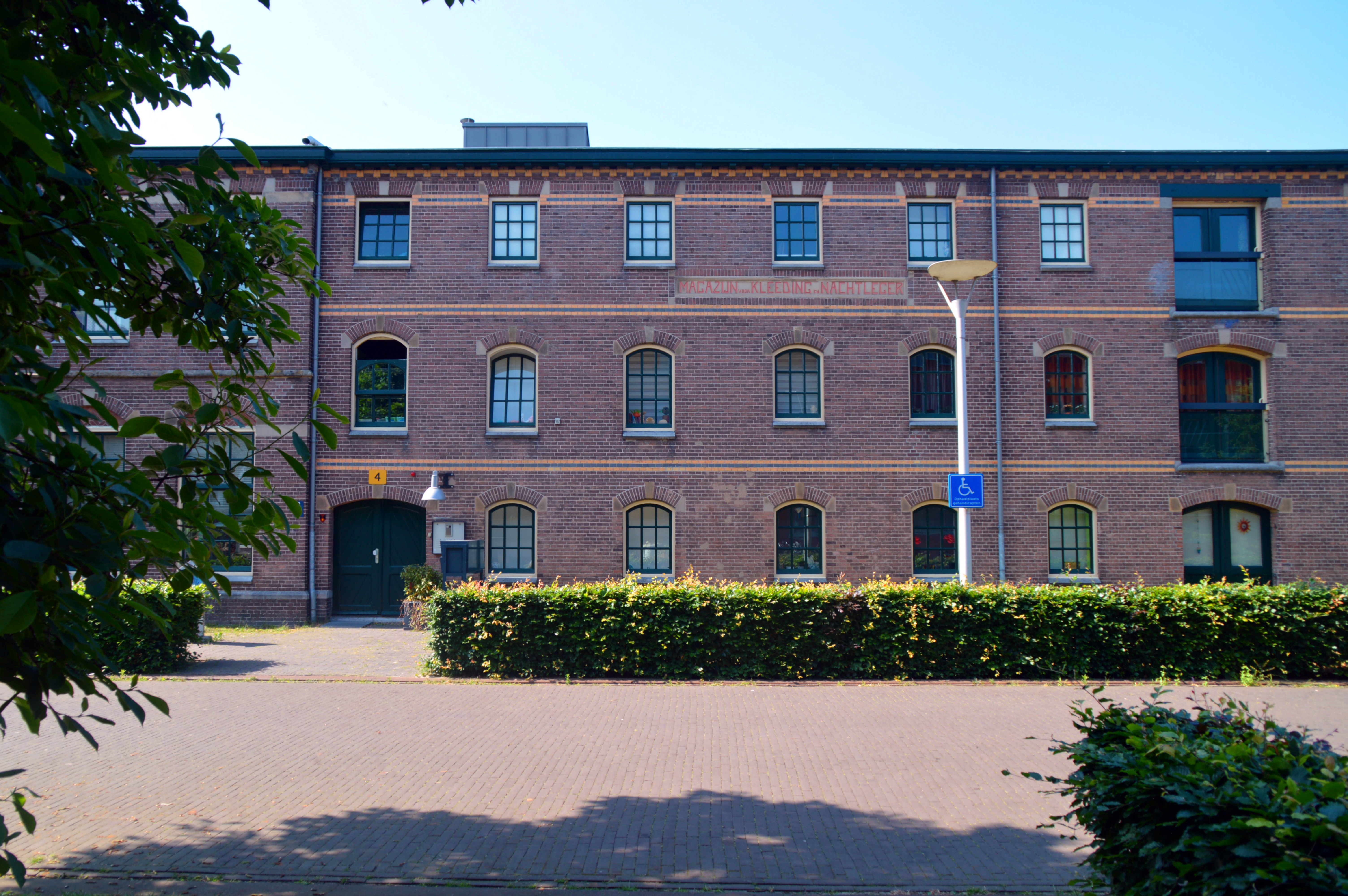
Kledingmagazijn Krayenhoffkazerne met links het kantoorgedeelte
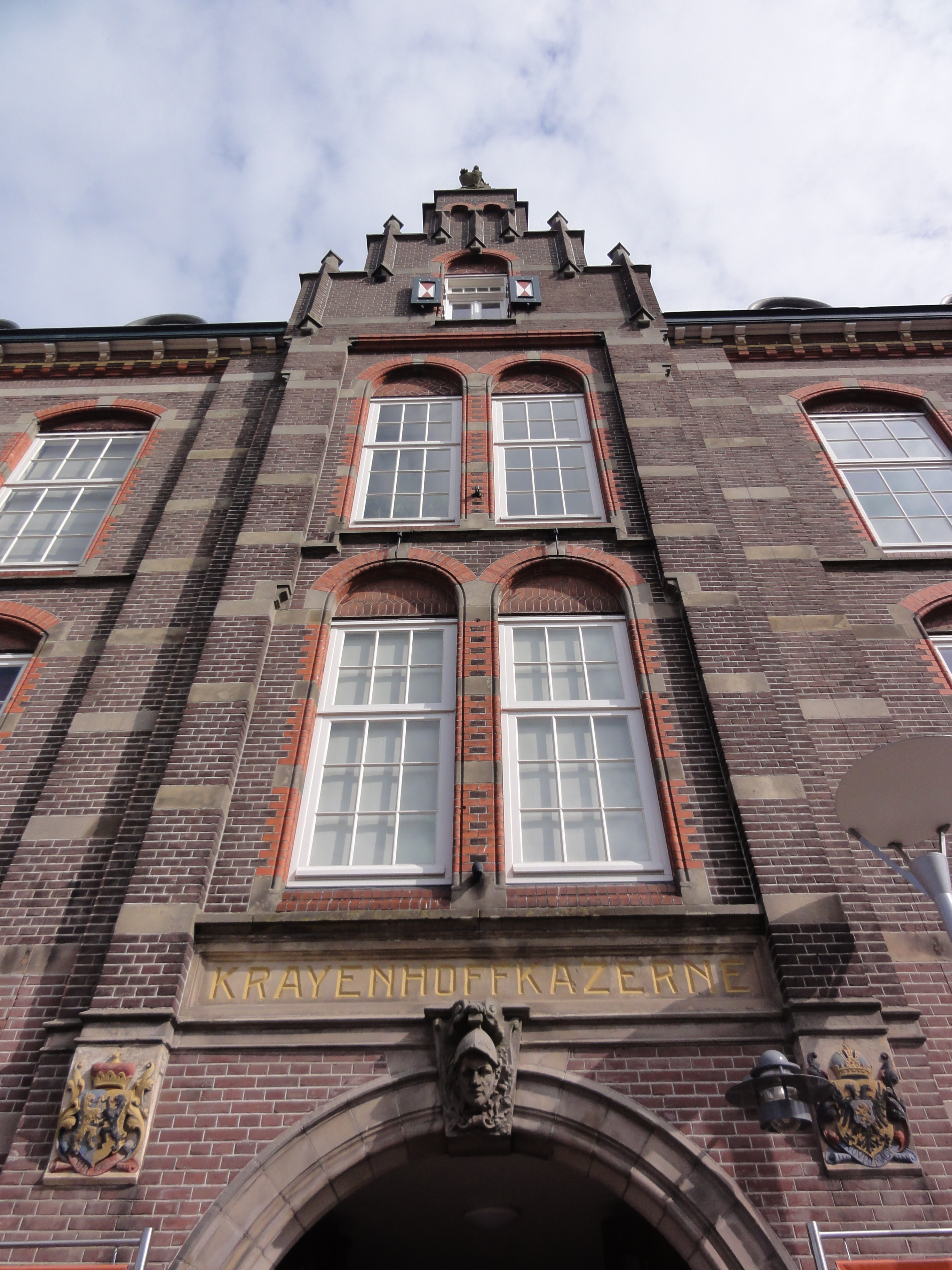
Gevel boven de entree
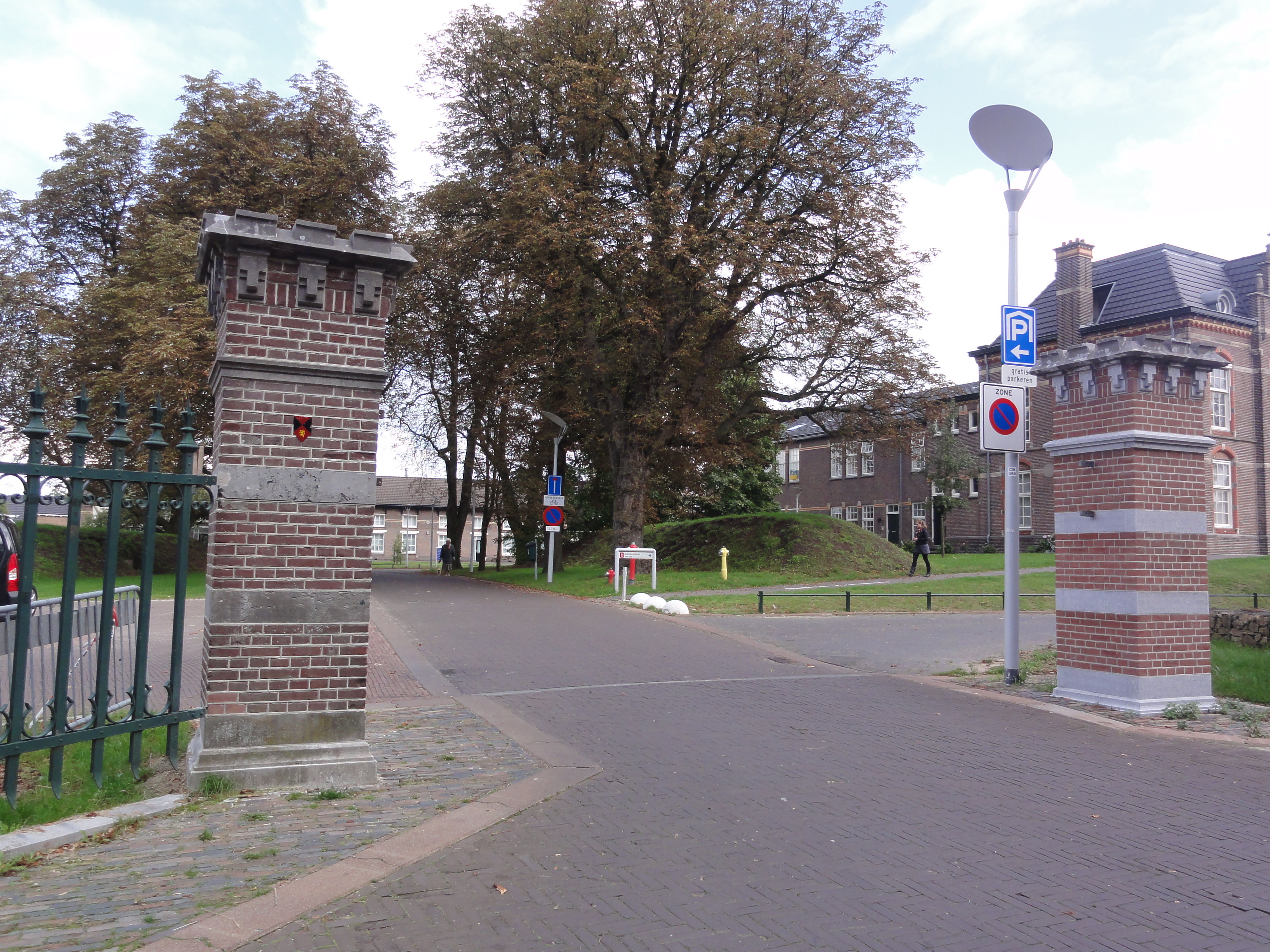
Poort tussen de Krayenhoff- en Snijderskazerne
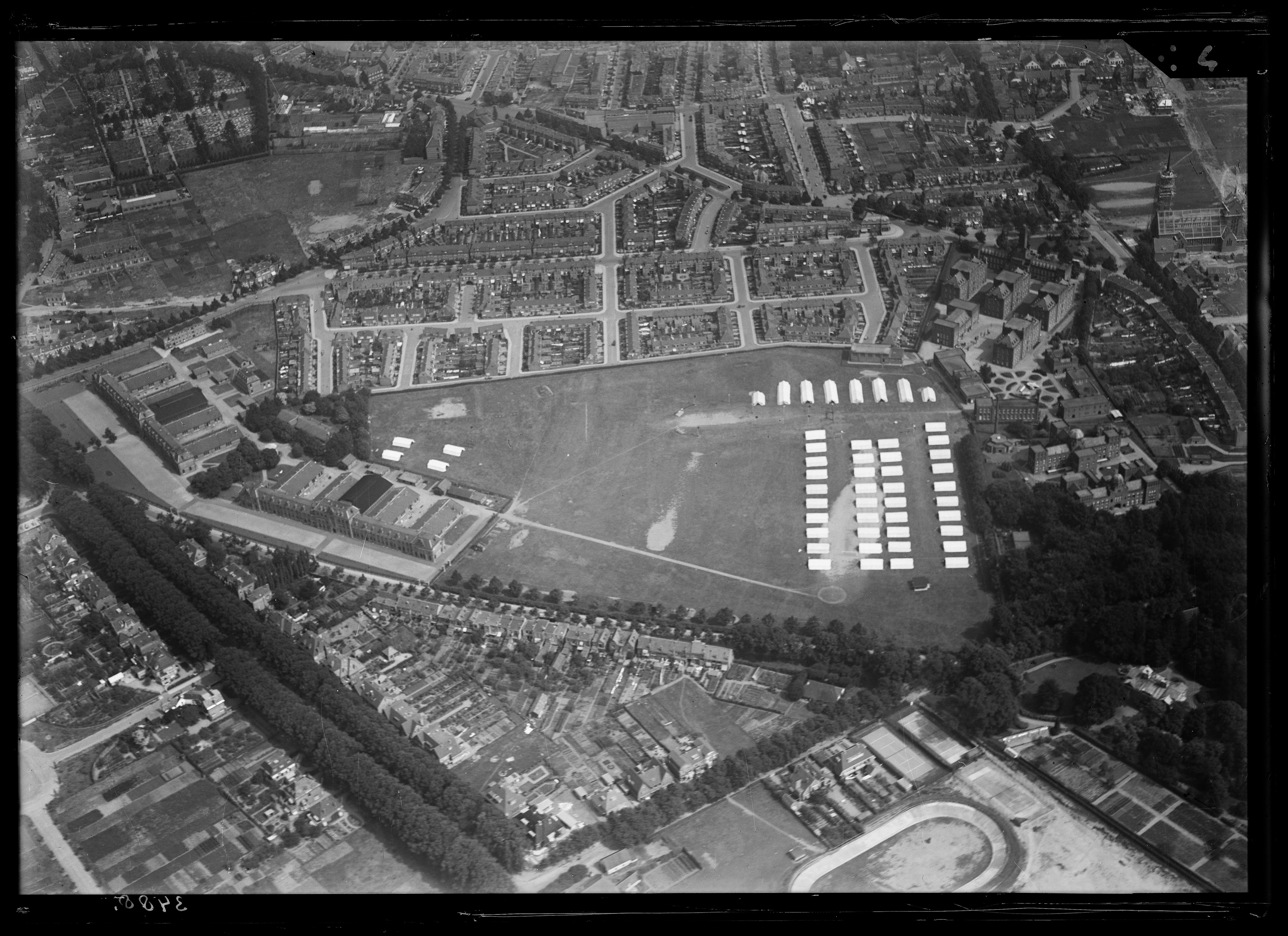
Historische luchtfoto van Krayenhoff- en Snijderskazerne met tentjes, voor de Tweede Wereldoorlog.